# Rue de la Cité-Universitaire
La rue de la Cité-Universitaire  est une voie du 14e arrondissement de Paris, en France.

## Situation et accès
La rue de la Cité-Universitaire est une voie publique située dans le 14e arrondissement de Paris. Elle débute au chemin de fer de ceinture — en fait 5, rue Liard — et se termine au 20, boulevard Jourdan.

## Origine du nom

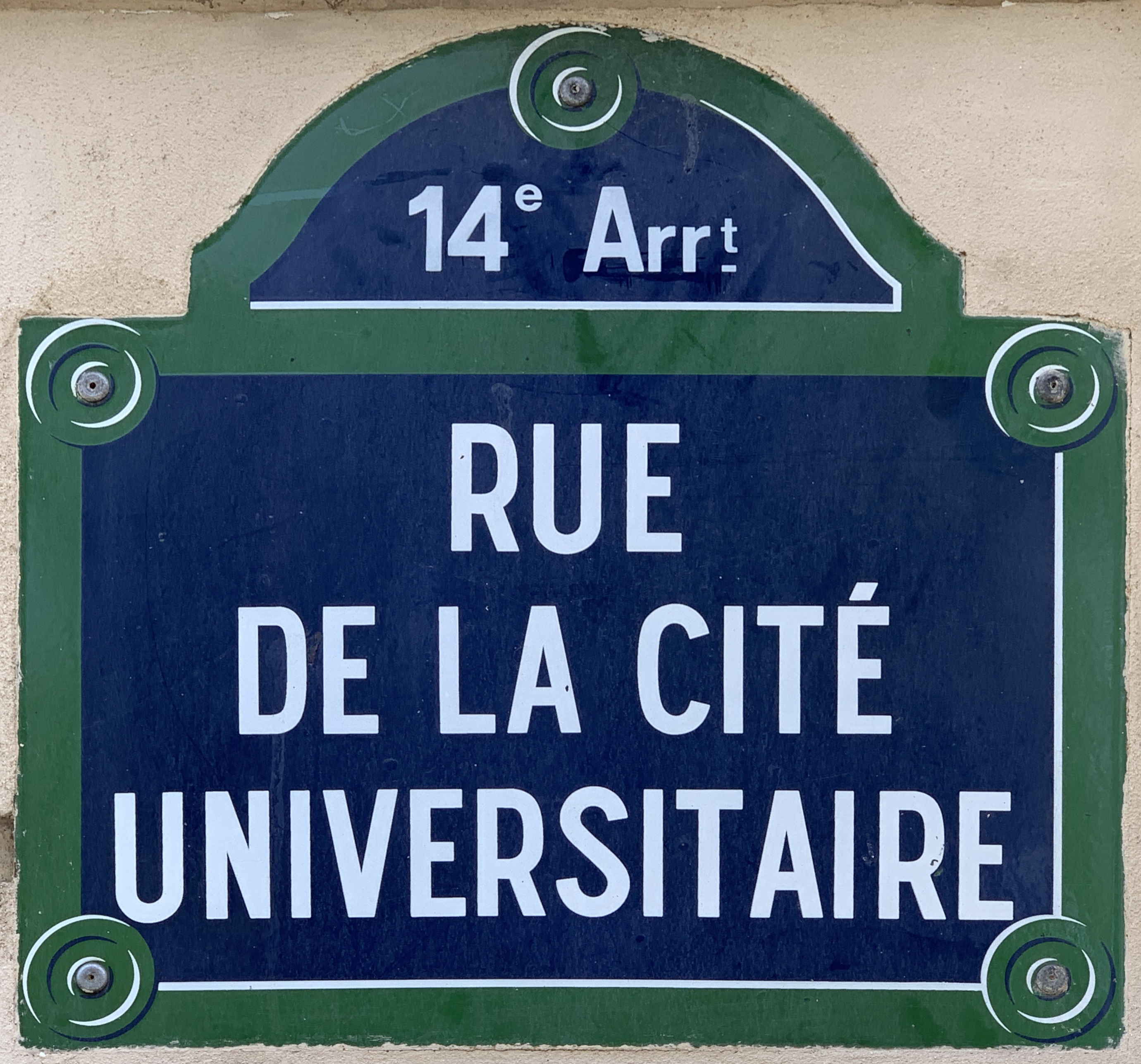
Plaque de la rue.

Cette rue doit son nom au voisinage de la Cité universitaire.

## Historique
Cette rue est formée, par détachement d'une partie de la rue Gazan, par arrêté du 2 octobre 1924.

## Bâtiments remarquables et lieux de mémoire
No 3 : immeuble construit par Michel Roux-Spitz dans un style Art déco (ses lignes épurées et son décor sobre le rapprochent du mouvement moderne), sur commande de Jean Perzel, pour ses ateliers de luminaires.

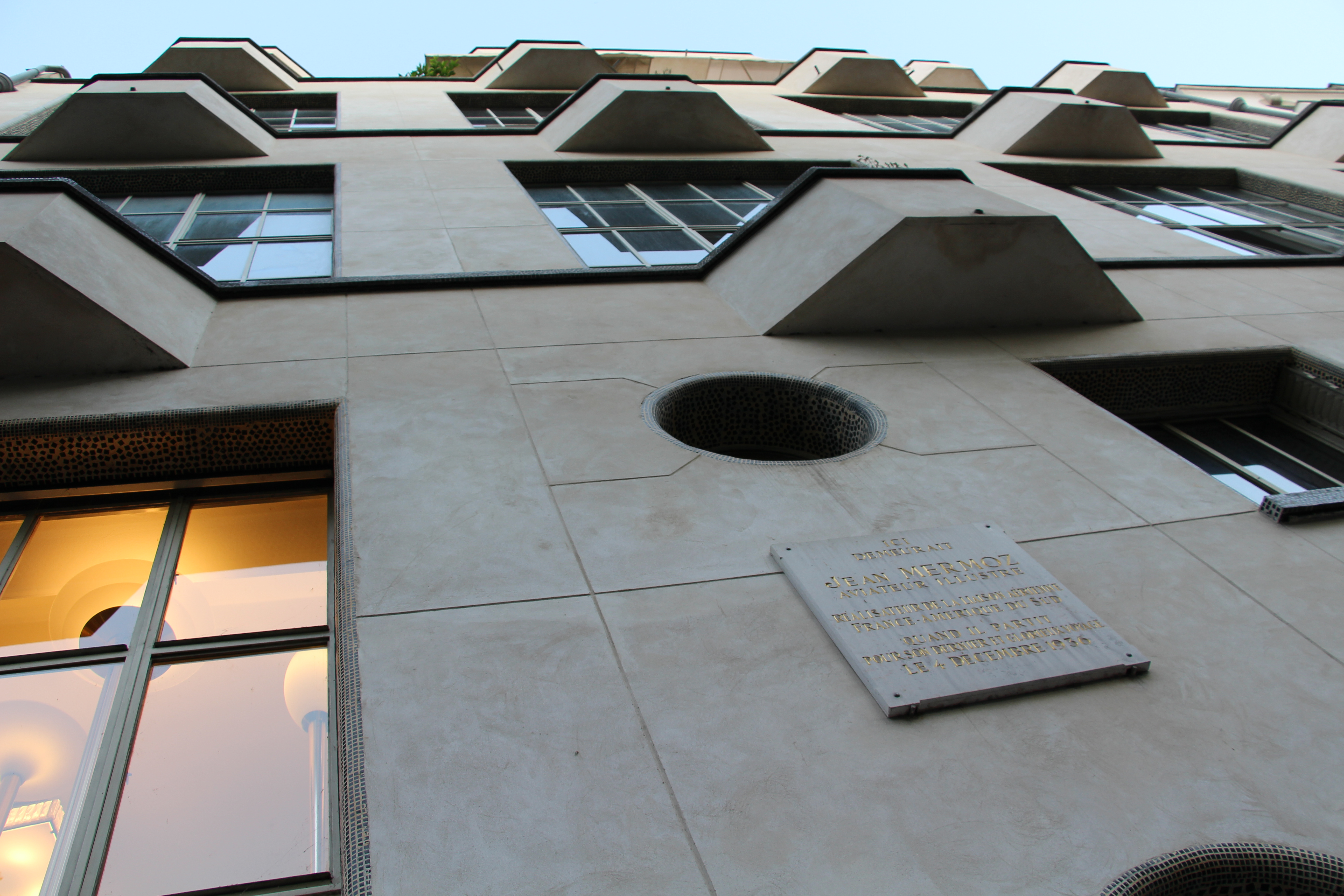
Plaque en honneur de l'aviateur Jean Mermoz sur la façade du no 3

Jean Perzel fait appel à Michel Roux-Spitz, qu'il connaît bien, car il souhaite y réaliser des locaux en rez-de-chaussée combinés à des sous-sols destinés à l’étude et à la réalisation de sa fabrique de luminaires modernes. Dans les étages, on retrouve des appartements et ateliers d'artistes en duplex. Pour l'époque, cet immeuble est d’une originalité inédite et d’une grande modernité.

La façade a été inscrite au titre des Monuments historiques en 1986. La façade arrière est quant à elle inscrite au titre des Monuments historiques depuis 2007. Cet immeuble d’ateliers-logements est l'un des plus remarquables du quartier Montsouris et fait partie de la « série blanche » de Michel Roux-Spitz. L'atelier de fabrication et le showroom de l'atelier Jean Perzel y sont toujours installés.

Dernier domicile de l'aviateur Jean Mermoz (1901-1936), à partir du mois d'août 1935. Séparé de son épouse Gilberte,  après la mort en avion du jeune Edmond, frère de cette dernière, Mermoz occupa au huitième étage de cet immeuble un grand studio donnant sur le parc Montsouris. Parti le 7 décembre 1936 de Dakar-Ouakam aux commandes de l'hydravion Croix-du-Sud pour un vol de courrier postal à destination de Natal au Brésil, il disparut avec l'équipage et l'appareil au-dessus de l'Atlantique Sud après l'émission de l'ultime message radio « Coupons moteur arrière droit ». Une plaque apposée sur la façade en 1938 perpétue le souvenir de l'aviateur illustre, réalisateur de la liaison aérienne France-Amérique du Sud et de son passage en ce lieu.
Le peintre Jacques Yankel a vécu dans cet immeuble.